# Lück
Lück ist ein deutscher Familienname.

## Herkunft und Bedeutung
Lück ist ein Rufname zu Lüde, eine Kurzform zu Vollformen wie Ludolph (Ludolf) oder Ludwig.

## Namensträger
- Albert Lück (1887–1974), deutscher Bauunternehmer
- Alfred Lück (1912–1982), deutscher Werksarchivar, Mitbegründer der Vereinigung deutscher Wirtschaftsarchivare e.V.
- Angela Lück (* 1959), deutsche Politikerin (SPD), Landtagsabgeordnete in Nordrhein-Westfalen
- Anne Lück (* 1979), deutsche Illustratorin
- Brigitte Lück, deutsche Handballspielerin
- Christhard Lück (* 1967), deutscher evangelischer Theologe und Religionspädagoge
- Conradine Lück (1885–1959), deutsche Pädagogin, Schriftstellerin, Lyrikerin und Buchautorin
- Daniel Lück (* 1991), deutscher Fußballtorhüter
- Erich Lück (Politiker) (1907–1959), deutscher Politiker (SPD), MdA Berlin
- Erich Lück (Chemiker) (* 1929), deutscher Lebensmittelchemiker
- Ernst Lück (1933–2016), deutscher Politiker (SPD), Landtagsabgeordneter in Nordrhein-Westfalen
- Fritz Lück (1880–1967), deutscher Filmarchitekt, Bühnenbildner und Maler
- Gisela Lück (* 1957), deutsche Pädagogin
- Hans-Joachim Lück (* 1953), deutscher Ruderer
- Heidi Lück (* 1943), deutsche Politikerin (SPD), Landtagsabgeordnete in Bayern
- Heiner Lück (* 1954), deutscher Universitätsprofessor für Bürgerliches Recht und Rechtsgeschichte
- Heinz G. Lück (1929–2017), deutscher Schauspieler, Regisseur und Professor
- Helmut Lück (Journalist) (1945–2024), deutscher Journalist und Politiker (CDU in der DDR)
- Helmut Lück (Fußballspieler) (* 1952), deutscher Fußballspieler
- Helmut E. Lück (* 1941), deutscher Psychologe und Hochschullehrer
- Ingolf Lück (* 1958), deutscher Schauspieler, Moderator und Comedian
- Johannes Baptist Lück SCI (1909–2000), Bischof von Aliwal
- Kurt Lück (1900–1942), deutscher Volkskundler und Minderheitenaktivist in Polen
- Lily Lück (* 2000), deutsche Schauspielerin
- Marion Lück (* 1973), deutsche Politikerin, siehe Marion Holthaus
- Matthias Lück (* 1980), deutscher Basketballspieler
- Nele Matz-Lück (* 1973), deutsche Juristin
- Petra Kusch-Lück (* 1948), deutsche Moderatorin und Sängerin
- Regine Lück (* 1954), deutsche Politikerin (Die Linke), Landtagsabgeordnete in Mecklenburg-Vorpommern
- Robert Lück (1851–1930), deutscher Gymnasialschulleiter in Berlin-Steglitz
- Sandra Lück (* 1974), deutsche Politikerin (Tierschutzpartei)
- Stefanie Lück (* 1990), deutsche Dartspielerin
- Stephan Lück (Kirchenmusiker) (1806–1883), deutscher Theologe, Kirchenmusiker und Herausgeber
- Stephan Lück (Ernährungswissenschaftler) (* 1967), deutscher Ernährungswissenschaftler, Lebensmitteltechnologe und Fernsehexperte.
- Theo Lück (1921–2012), deutscher Politiker (SPD), Landtagsabgeordneter in Rheinland-Pfalz
- Thomas Lück (Sänger) (1943–2019), deutscher Schlagersänger
- Thomas Lück (Kanute) (* 1981), deutscher Kanute
- Wolfgang Lück (Wirtschaftswissenschaftler) (1938–2020), deutscher Wirtschaftswissenschaftler
- Wolfgang Lück (Theologe) (* 1938), deutscher Theologe
- Wolfgang Lück (Mathematiker) (* 1957), deutscher Mathematiker